# Малевинский, Александр Александрович
Александр Александрович Малевинский (26 февраля 1950 — 2004) — российский шахматист, мастер спорта СССР (1975).

## Биография
Шахматный мастер из Калининграда. 1976 году победил в мемориале Ф. Дуз-Хотимирского в Алуште. Многократный участник чемпионатов России по шахматам. В финалах занимал 7 место в 1976 году и 10 место в 1980 году. В 1980 году на командном кубке СССР играл за спортивное общество «Локомотив» на 5 доске (+1−2=4). Принимал участие в отборочных турнирах на первенство СССР по шахматам, но и в 1976, и в 1979 годах показывал весьма посредственные результаты.
Много участвовал в шахматных соревнованиях в Прибалтике. В 1986 году в эстонском городе Хаапсалу вместе с Александром Шабаловым и Эдвином Кеньгисом разделил первое место в турнире республик Балтии.
Два раза участвовал в чемпионатах Латвии по шахматам. В 1975 году занял 3 место, на полочка отстав от победителей Яниса Клована и Анатолия Шмита, а в следующем году разделил 5—7 места.
Участвовал также в чемпионатах Литвы по шахматам, где в 1977 году поделил второе место с Олегом Деменьтевым. В следующих чемпионатах этот успех не удалось повторить — 1978 году был девятым, а в 1979 году занял седьмое место.
Работал тренером в калининградском шахматном клубе.Его ученицей была Анна Сегал-чемпионка мира среди девушек до 16 лет.В последние годы жизни отошёл от шахмат. Умер после травм в больнице осенью 2004 года.